# Глікобіологія
Глікобіологія, що визначається у вузькому сенсі, є вивченням структури, біосинтезу та біології сахаридів (цукрових ланцюгів або гліканів), які широко поширені в природі . Цукор або сахариди є важливими компонентами всіх живих істот, а аспекти різних ролей, які вони відіграють в біології, досліджуються в різних медичних, біохімічних і біотехнологічних галузях.

## Історія
Згідно з Оксфордським словником англійської мови, вперше термін "глікобіологія" було вжито в 1988 році професором Реймондом Двеком, на позначення поняття, що обʼєднувало хімію вуглеводнів з біохімією. Таке обʼєднання було спричинене поглибленням розуміння клітинної і молекулярної біології гліканів. Ще на початку 19 століття, відомому німецькому хіміку, Емілю Фішеру, вдалося зʼясувати структуру деяких найпростіших цукрів, що лягла в основу вчення про цей клас речовин. Відтоді багато хіміків та біологів зробили чимало відкриттів, що стосувалися структури, функцій, біосинтезу та інших аспектів, що стосуються цукрів.
Щороку Глікобіологічне Товариство проводить церемонію вручення нагороди, на честь американської науковиці, Розалінди Корнфелд, за заслуги у вивченні глікобіології.

## Глікани
Завдяки різній просторовій орієнтації гідроксильних груп (ОН)  моносахарридів, для них характерна стереоізомерія. Положення гідроксильних груп обумовлює можливі звʼязки між сахаридами. Гідроксильні групи також можуть замінятися іншими зʼєднаннями, наприклад карбоксилами, амінами чи N-ацетилами.
Глікани поділяються на 4 основні групи:
- моносахариди
- дисахаради
- олігосахариди
- складні олігосахариди з нерегулярною структурою; зазвичай звʼязані білками або ліпідами.

Донедавна вважалося, що основною функцією гліканів є забезпечення організму енергією та "будівельними матеріалами", проте як зʼясувалося в ході поглибленого вивчення цих сполук, їх роль є набагато ширшою. Зокрема, важливі функції, не повʼязані з транспортом, виконують ліками у складі глікоконʼюгатів.

## Глікоконʼюгати
В молекулярній біології глікоконʼюгати - це родина вуглеводнів(гліканів), що ковалентно звʼязані з іншими хімічними сполуками, такими як білки, пептиди, ліпіди та інші. Глікоконʼюгати формуються в процесі глікозилювання. Ферментативне глікозилювання дозволяє утворювати сахариди зʼєднані один з одним та з іншими молекулами. Глікопротеїни, пептидоглікани і гліколіпіди є найбільш поширеними глікоконʼюгатами, що синтезуються в тваринних клітинах. Здебільшого ці речовини входять до складу зовнішніх клітинних покривів та рідинних секретів. Було доведено, що глікоконʼюгати відіграють визначальну роль в міжклітинній взаємодії, завдяки тому, що на зовнішніх мембранах клітин, окрім самих  речовин, знаходяться ще спеціальні глікан-звʼязуючі рецептори для їх розпізнавання. До того ж, внаслідок N-глікозилювання (приєднання глікану до залишку амінокислоти) вони можуть модулювати активність і третинну структуру білків, іноді відіграючи роль перемикачів.

## Глікоміка
Глікоміка - це наука, що займається комплексним вивченням глікомів(цілісних послідовностей цукрів, як вільних, так і в складі інших макромолекул), включаючи генетичні, фізіологічні та патологічні аспекти.
Гліком - своєрідний паспорт, що відображає сукупність глікозидних комплексів організму. Гліком також може розглядатися в контексті конкретного органа чи клітини певного типу. Гліком є набагато складнішим від протеому, адже до його складу можуть входити різноманітні за структурою компоненти, які до того ж мають набагато більше способів взаємодій.
Глікоміка є комплексним вчення про всі глікани в складі певної клітини чи організму і підрозділом глікобіології.
Дана дослідницька галузь вивчає комплексність структури і функціонування такого рівня, що рідко зустрічається в інших галузях прикладної біології. На противагу іншим класам сполук, таким як нуклеїнові кислоти, білки, ліпіди, сахариди можуть утворювати сильно розгалужені структури, непритаманні для інших типів макромолекул. До складу живих клітин входять близько 68 "будівельних блоків" (структурні частини такі як нуклеотиди, амінокислоти та інші).

## Труднощі у вивченні структури цукрів
Частково варіабельність організації цукрів пояснюється тим, що моносахариди можуть зʼєднуватися між собою багатьма способами, на відміну від нуклеотидів в нуклеїнових кислотах та амінокислот в білках, які зʼєднуються лінійно, за стандартною схемою. Вивчення структури гліканів, ускладнюються ще й відсутністю конкретної схеми їх біосинтезу, на противагу білкам і нуклеїновим кислотам, синтез яких визначається відповідним кодуючи геном.
Глікани є вторинними продуктами генів, тобто утворюються внаслідок координованих взаємодій багатьох ферментів внутрішньоклітинного компартменту. Оскільки структура гліканів залежить від експресії, активності та доступності певних біосинтетичних ферментів, то для продукції їх у великих обʼємах, з метою вивчення структури і функцій, неможливо застосувати технологію рекомбінантної ДНК, як наприклад, для вивчення білків.

## Сучасні методи для вивчення структури гліканів
Прогресивні аналітичні інструменти в комбінації з програмним забезпеченням є потужним інструментом для вивчення структури гіканів. Сучасні методи для вивчення структури гліканів включають рідинну хроматографію, капілярний електрофорез, мас-смектрометрію, ядерний магнітний резонанс і лектинові матриці.
Гліконові матриці містять фрагменти вуглеводнів, які підлягають скринінгу за допомогою лектинів чи антитіл і таким чином дозволяють встановити специфічність вуглеводню та ідентифікувати ліганди.

### Моніторинг багатьох реакцій (англ. Multiple Reaction Monitoring, MRM)
Техніка MRM базується на методі мас-спектрометрії і нещодавно була застосована для сайт-специфічного глікозиляційного профілювання.  MRM широко застосовуються у вивченні метаболізму та протеоміці, а завдяки високій чутливості і лінійній кореляції в широкому динамічному діапазоні, є зручним методом для вивчення гліконових біомаркерів. MRM проводиться в потрійному квадрупольному мас-спектрометрі, який настроєний на виявлення передедньо детермінованих прекурсорних йонів в першому квадруполі, фрагмента - у колізійному квадруполі і попередньо детермінованого фрагментного йона в третьому квадруполі. Це нескануюча техніка, в межах якої, кожен перехід виявляється окремо, а виявлення декількох переходів відбувається одночасно в кількох робочих циклах. Ця техніка, зокрема, застосовується для вивчення імунних глікомів.

## Глікобіологія і медицна

### Розробка препаратів
Препарати на основі гліканів, такі як гепарин, еритропоетин та деякі протизастудні препарати вже присутні на ринку, їхню ефективність було доведено, що ще раз підкреслює важливість дослідження гліканів, зокрема в контексті фармації. На додачу, глікобіологія активно працює над застосуванням наявних напрацювань для створення нових протипухлинних препаратів. Протипухлинні препарати на основі гліканів, разом із протизапальними та протиінфекційним. препаратами зараз знаходяться на етапі клінічних випробувань. Є сподівання на те, що ці препарати зможуть покращити та доповнити наявні на сьогодні методи терапії. Не зважаючи на складність синтезу гліканів, спричинену їх комплексною структурою,  дана галузь є багатообіцяючою і перспективною.

### Шкіра
Внаслідок технічного вдосконалення, глікобіологія може допомогти краще зрозуміти процес старіння, зокрема старіння шкіри. Було доведено, що глікани є одними з основних компонентів шкіри і відіграють визначальну роль в підтриманні шкірного гомеостазу.
- Вони відіграють важливу роль в розпізнаванні молекул і клітин та передачі біологічних сигналів.[11]
- Вони є інструментарієм клітинного метаболізму, задіяні в синтезі, проліферації та диференціації.
- Вони є структурними компонентами тканин і мають визначальну роль в їх формуванні.

Як надважливі компоненти, що забезпечують нормальне функціонування шкіри, глікани проходять кількісні і якісні зміни в процесі старіння тканин. Такі показники як взаємодія і метаболічна активність, що напряму повʼязані з функціонуванням гліканів, зазнають значного впливу внаслідок старіння.

## External links
- Vendor Glycoconjugates, Glycan Recognizing Proteins [Архівовано 28 жовтня 2016 у Wayback Machine.]
- The Functional Glycomics Gateway [Архівовано 2 червня 2011 у Wayback Machine.].   monthly updated web resource, a  collaboration of Nature and the Consortium for Functional Glycomics.
- Carolyn Bertozzi's Seminar: "Chemical Glycobiology" [Архівовано 12 жовтня 2020 у Wayback Machine.]
- Emanual Maverakis та ін. Glycans in the immune system and The Altered Glycan Theory of Autoimmunity (PDF). {{cite web}}: Явне використання «та ін.» у: |author= (довідка)